# لانگ بلک

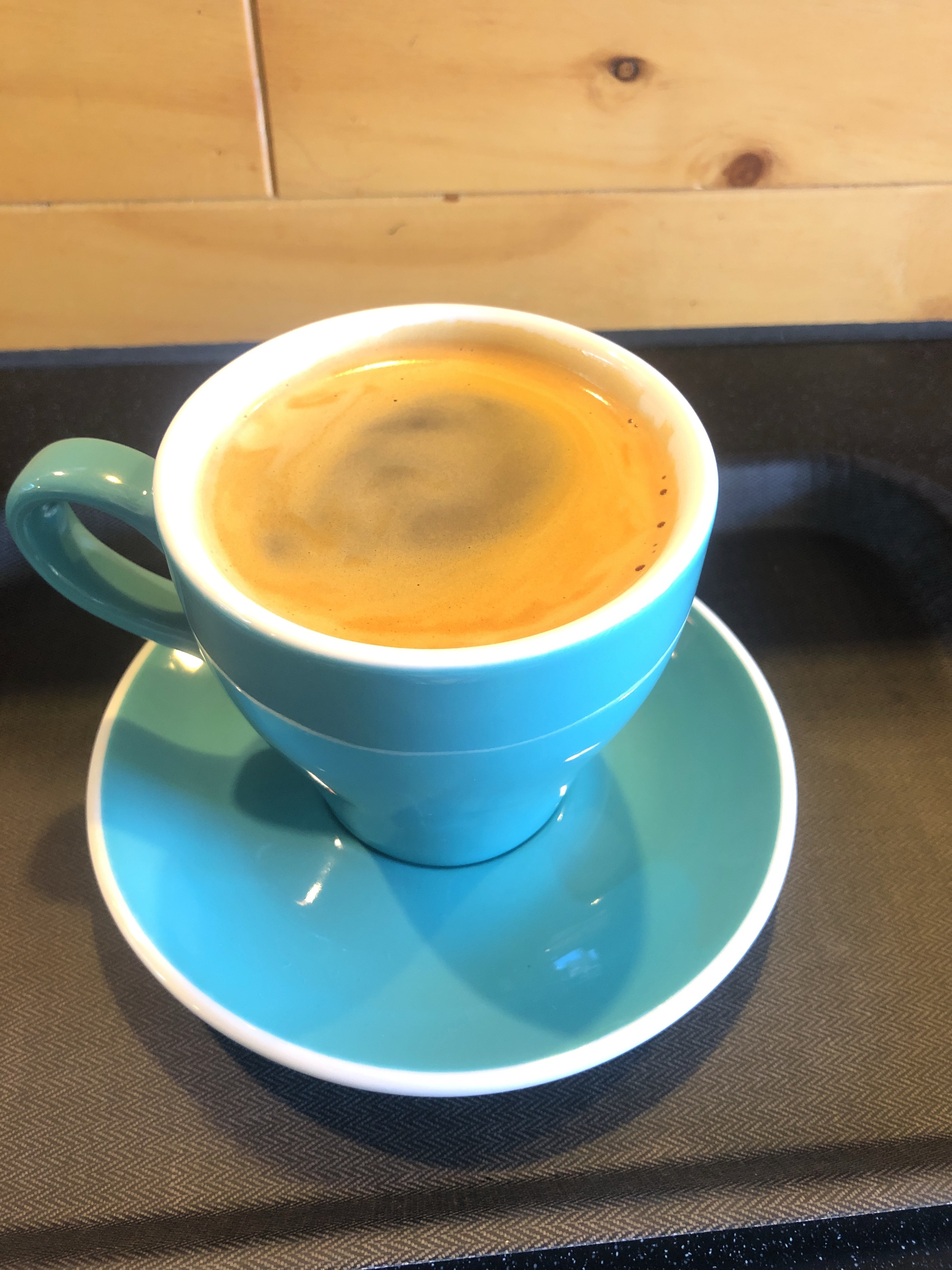
Long black

لانگ بلک یک سبک قهوه است که معمولاً در استرالیا و نیوزیلند یافت می‌شود. شبیه به امریکانو می‌باشد اما با عطر و طعم قوی تر.
لانگ بلک با ریختن دو شات اسپرسو یا ریسترتو بر روی آب جوش ساخته شده‌است. معمولاً آب هم توسط دستگاه اسپرسو حرارت داده می‌شود. لانگ بلک شبیه به یک امریکانو است با ریختن آب جوش بیش از دو شات اسپرسو یا ریسترتو ساخته شده‌است معمولاً آب هم گرم توسط دستگاه اسپرسو حرارت داده می‌شود. هر دو کرم را حفظ می‌کنند وقتی که به درستی به دم بیایند. هر چند در لانگ بلک کرم برجسته‌تر است.